# Denholm & McKay

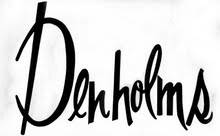
Logo van Denholm and McKay Co. Afgekort Denholm's

Denholm & McKay Co. was een warenhuis in Worcester, Massachusetts. De winkel was een dominante detailhandelaar in Centraal Massachusetts. De winkel stond in de volksmond bekend als Denholm's of de Boston Store.

## Geschiedenis
Het bedrijf werd in 1870 opgericht door William Alexander Denholm. Denholm kocht het textielbedrijf van Finley, Lawson en Kennedy, gelegen op de hoek van Main Street en Mechanic Street in Worcester. Hij werkte samen met William C. McKay uit Boston, wat zeer succesvol bleek te zijn. In twaalf jaar tijd waren Denholm en McKay uitgegroeid tot een winkelgigant. 
In 1882 verhuisde het bedrijf naar een nieuw, groot onderkomen dat speciaal voor hen was gebouwd. Denholm's had een reputatie als de grootste winkel in zijn soort in New England buiten Boston en Providence, Rhode Island. 
In 1954 werd onder de leiding van Harry F. Wolf de oude gevel in Victoriaanse stijl uit 1882 vervangen door een nieuwe ultramoderne gevel, die vandaag de dag grotendeels hetzelfde is gebleven. In 1963 laat Harry Wolf ook de eerste roltrap installeren in de stad Worcester om het winkelen voor klanten gemakkelijker te maken. Wolf was een perfectionist en een van de belangrijkste redenen waarom de winkel al die jaren zo succesvol en winstgevend bleef. Met het overlijden van Wolf in 1966 raakte de grote winkel in verval. In 1971 opende Denholm's zijn eerste en enige filiaal in de Auburn Mall, net ten zuiden van Worcester in Auburn, Massachusetts. In 1969 fuseerde Gladdings Department Store of Providence met Denholm & Mckay. Beide winkels sloten hun deuren in 1973 wegens faillissement. De winkel in het centrum van Worcester werd omgebouwd tot een kantorencomplex, maar draagt nog steeds de naam Denholm. De winkel in de Auburn Mall werd omgebouwd tot een Forbes & Wallace. 